# Colymbosaurus
Colymbosaurus là một chi thằn lằn cổ rắn, được Seeley mô tả khoa học năm 1874.